# 禰寝重永
禰寝 重永（ねじめ しげなが）は、江戸時代前期の薩摩藩士で薩摩藩主・島津忠恒の八男。通称は七郎、右近。吉利郷領主の禰寝重政が死亡したため、藩命で禰寝家当主となった。

## 生涯
元和8年（1622年）に誕生。母は鎌田氏の諸家である鎌田将連の養子鎌田政重の娘で島津忠恒の側室。幼名は康千代。
寛永11年（1634年）、家久の命で九弟・福寿丸に代わって禰寝家を相続する。寛永19年（1642年）、八番組頭役となる。慶安2年（1649年）、2代藩主・島津光久の使いで江戸城に登城して、3代将軍・徳川家光に拝謁する。寛文7年（1667年）、隠居して家督を嫡男の清賢（清雄）に譲り、三兄・島津忠朗の領地加治木に隠棲した。
貞享5年（1688年）8月23日死去、享年67。